# Leerzorg
Leerzorg is in Vlaanderen het geheel van zorgmaatregelen die in het onderwijs worden aangeboden om leerlingen met specifieke noden te begeleiden tijdens hun schoolloopbaan. Deze term maakt vooral opgang door de voorstellen van minister Frank Vandenbroucke in 2005 en 2006.

## Geschiedenis
De voorstellen rond een hervorming van het gewoon en buitengewoon onderwijs hebben reeds een lange weg van overleg afgelegd. Ook de vorige minister van onderwijs Marleen Vanderpoorten had reeds voorstellen uitgewerkt in "Maatwerk in samenspraak", die echter nooit tot een globaal decreet gekomen zijn. Het voorstel Leerzorg werd door minister Vandenbroucke gelanceerd op 19 december 2005. Na overleg met de sector kwam de minister in november 2006 met een voorstel van conceptnota. Dat voorstel werd op 30 maart 2007 door de Vlaamse regering goedgekeurd. Na opnieuw een ronde van overleg met de sector, hoorzittingen en discussies heeft de minister in november 2008 een voorontwerp van decreet neergelegd.

## Decreet
Leerzorg en het leerzorgkader zijn op dit moment een door de Vlaamse regering goedgekeurd voorontwerp van decreet, waarin het complete aanbod van extra zorg voor leerlingen met specifieke noden geherstructureerd wordt. In Vlaanderen bestaat sinds de jaren 70 van de 20e eeuw een aanbod in het buitengewoon onderwijs, later aangevuld met Geïntegreerd onderwijs.
Het voorontwerp van decreet voorziet in een matrixstructuur. Naast een clusterdimensie die het probleem indeelt per type probleem, wordt nu ook heel uitdrukkelijk gewerkt met een leerzorgniveau, d.i. een gradatie van zorgnood die op het kind van toepassing is. Een voorwaarde om naar een hoger leerzorgniveau te gaan is dat in principe aangetoond wordt dat een lager leerzorgniveau onvoldoende blijkt te zijn.
Ook beoogt het decreet om een betere samenwerking te bekomen tussen gewoon en buitengewoon onderwijs. Op leerzorgniveau III, dit is het leerzorgniveau waar leerlingen niet langer de algemeen geldende eindtermen nastreven maar eigen leerdoelen gebruiken, wordt uitdrukkelijk de mogelijkheid gelaten om dit niet in het buitengewoon maar in het gewoon onderwijs te volgen. Hierbij wordt dan de competentie van het buitengewoon onderwijs ingeroepen om het gewoon onderwijs te ondersteunen. Dit is dan een concrete invulling van inclusief onderwijs.
Binnen het Buitengewoon onderwijs wil de minister ook een geleidelijke verbreding van het aanbod naar meerdere doelgroepen.

## Matrix
De letters A tot H in onderstaande matrix verwijzen naar de doelgroepen.
| Leerzorgmatrix                                                        | Cluster 1                                                              | Cluster 2                                      | Cluster 3                         | Cluster 4                                                        | Gewoon onderwijs                                  | Buitengewoon onderwijs |
| --------------------------------------------------------------------- | ---------------------------------------------------------------------- | ---------------------------------------------- | --------------------------------- | ---------------------------------------------------------------- | ------------------------------------------------- | ---------------------- |
| Leerzorgmatrix                                                        | Geen leerprobleem of handicap (mogelijk wel problemen van andere aard) | Leerstoornis of Lichte verstandelijke handicap | Functionele beperking             | Gedrags- of emotionele stoornis Pervasieve ontwikkelingsstoornis | Gewoon onderwijs                                  | Buitengewoon onderwijs |
| Leerzorgniveau I Geen specifieke aanpassingen                         | Ja                                                                     | Ja                                             | Ja                                | Ja                                                               | Ja                                                | Nee                    |
| Leerzorgniveau II Compenseren en dispenseren                          | Ja                                                                     | Ja                                             | Ja (D, E en F)                    | Ja                                                               | Ja                                                | Nee                    |
| Leerzorgniveau III Individueel handelingsplan                         | Nee                                                                    | Ja (A en B)                                    | Ja (C, D, E en F)                 | Ja (G en H)                                                      | Ja tenzij draagkracht van de school overstegen is | Ja                     |
| Leerzorgniveau IV Individueel handelingsplan Grote ondersteuningsnood | Nee                                                                    | Nee                                            | Ja (C, D, E en F)                 | Ja (G en H)                                                      | Enkel als de school dit haalbaar acht             | Ja                     |
| Leerzorgniveau V                                                      | Ziekenhuisscholen, Thuisonderwijs                                      | Ziekenhuisscholen, Thuisonderwijs              | Ziekenhuisscholen, Thuisonderwijs | Ziekenhuisscholen, Thuisonderwijs                                | Ja                                                | Ja                     |

## Doelgroepen
| Code | Doelgroep                                                            |
| ---- | -------------------------------------------------------------------- |
| A    | leerlingen met een lichte verstandelijke handicap                    |
| B    | leerlingen met een leerstoornis                                      |
| C    | leerlingen met een matige, ernstige of diepe verstandelijke handicap |
| D    | leerlingen met een motorische beperking                              |
| E    | leerlingen met een visuele beperking                                 |
| F    | leerlingen met een auditieve beperking                               |
| G    | leerlingen met een gedrags- of emotionele stoornis                   |
| H    | leerlingen met een pervasieve ontwikkelingsstoornis                  |

## Tijdslijn
De Vlaamse regering heeft op 18 november 2008 het voorontwerp van decreet goedgekeurd en aan de VLOR, de SERV en het VAPH bezorgd voor advies. Daarna zal het aan het Vlaams parlement voorgelegd worden. Het was de ambitie van de minister dat het decreet tijdens de legislatuur 2004-2009 goedgekeurd wordt, maar dat de uitvoeringsbesluiten door de volgende regering uitgevaardigd worden.
In 2009 zouden de eerste concrete elementen rond diagnostiek voelbaar kunnen worden, en de huidige planning stelt 1 september 2010 voor als de datum waarop het nieuwe leerzorgkader operationeel zou moeten zijn. Toch zullen tal van maatregelen en decreten slechts een geleidelijke uitwerking krijgen, zodat in 2016 het volledige leerzorgkader operationeel zou zijn.
In het voorjaar 2009 ging het kabinet in onderhandelingen met de koepels en vakbonden. Het kwam hierbij niet tot een akkoord over de implementatie van het goedgekeurde voorstel.
Door het feit dat Frank Vandenbroucke na de verkiezingen van juni 2009 niet langer deel uitmaakt van de regering, zal het aan zijn opvolger Pascal Smet zijn om Leerzorg te realiseren. Feit is dat Leerzorg in het regeerakkoord van de Regering-Peeters II is opgenomen. Voorts is deze minister ook bevoegd voor Gelijke Onderwijskansen. In die laatste functie zal hij de implementatie in Vlaanderen van de VN-conventie inzake rechten van personen met een handicap opvolgen, waaronder ook specifieke rechten rond onderwijs.